# Васнецов Аполлінарій Михайлович
Аполліна́рій Михайлович Васнецо́в (рос. Аполлина́рий Миха́йлович Васнецо́в; 25 липня (6 серпня) 1856, с. Рябово, Вятська губернія, Російська імперія — 23 січня 1933, Москва, РРФСР, СРСР) — російський художник. Член Московського археологічного товариства. Молодший брат Віктора Васнецова, відомий своїми пейзажами, полотнами середньовічної Москви та ілюстраціями до видатних творів своїх сучасників.

## Життєпис

### Дитинство
Народився в родині спадкового православного священика Михайла Васильовича Васнецова (1823—1870), який походив зі стародавнього вятського роду Васнецових. Був названий на честь своєї матері Аполлінарії Іванівни. Мав трьох старших і двох молодших братів. Батько був високоосвіченою людиною, саме він прищепив Аполлінарієві любов до природи. Найбільшу роль у формуванні Аполлінарія як художника зіграв його старший брат Віктор. Разом вони ходили малювати влісі. Протягом усього життя Віктор залишався для Аполлінарія дбайливим братом та авторитетом у галузі мистецтва.
У 1866 році померла мати, у 1870 помер батько, тому виховувала дітей тітка Єлизавета Олександрівна Шиляєва.

### Петербург
Восени 1872 року до Аполлінарія з Петербурга до Вятки на деякий час приїхав Віктор, який нещодавно закінчив духовну семінарію. Побачивши малюнки молодшого брата, він забрав його в столицю. У Петербурзі Аполлінарій вступив до реального училища, де протягом декількох років вивчав математику, фізику, хімію та геологію. У цей час малював мало. В 1875 повернувся до Вятки.
У 1877 одружився з Олександрою Володимирівною Рязанцевою, яка належала до великого роду фабрикантів на Косі.

### Москва
У 1878 році вперше приїхав у Москву, де був вражений стародавніми монастирями та храмами Кремля. У Москві познайомився з роботами Івана Шишкіна й Архипа Куїнджі, а в 1882 через брата Віктора познайомився з відомим меценатом Савою Мамонтовим, та отримав від нього запрошення до маєтку Мамонтових Абрамцево. Митецька атмосфера Абрамцева та нові товариші сприяли становленню молодого художника. Велику роль у формуванні Васнецова-пейзажиста зіграли роботи Василя Полєнова. Серед робіт цього часу помітними є:

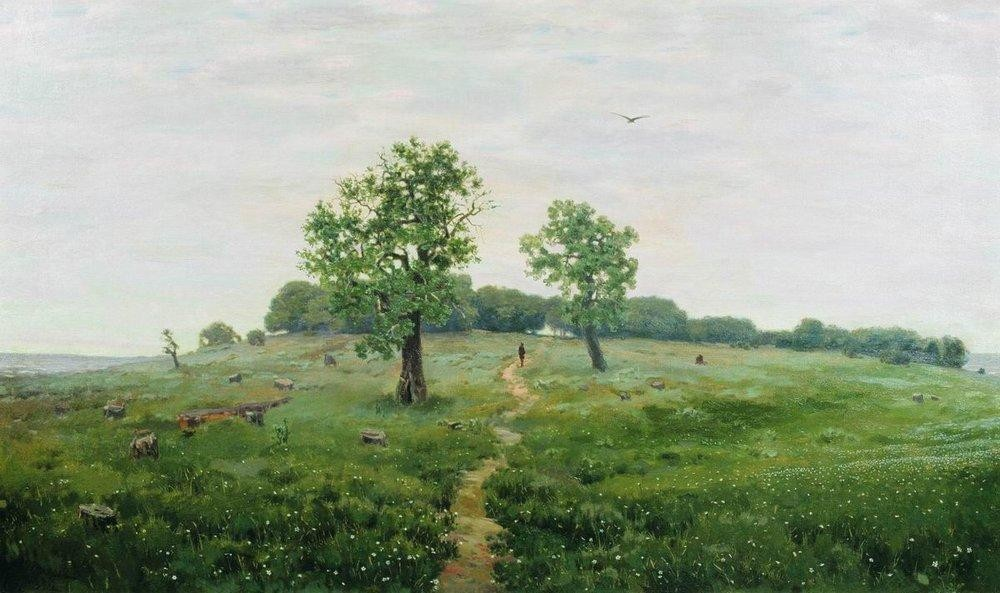
Сірий день

- Вигляд маєтку. Абрамцево (1890)
- Сірий день (1883)
- Лісова стежка. Абрамцево (1885)

### Україна
Весною 1886 здійснив мандрівку до України, відвідав Крим, який вразив його своїми барвами та ландшафтами. В цей час були створені низка етюдів, на основі яких написані картини, серед яких:

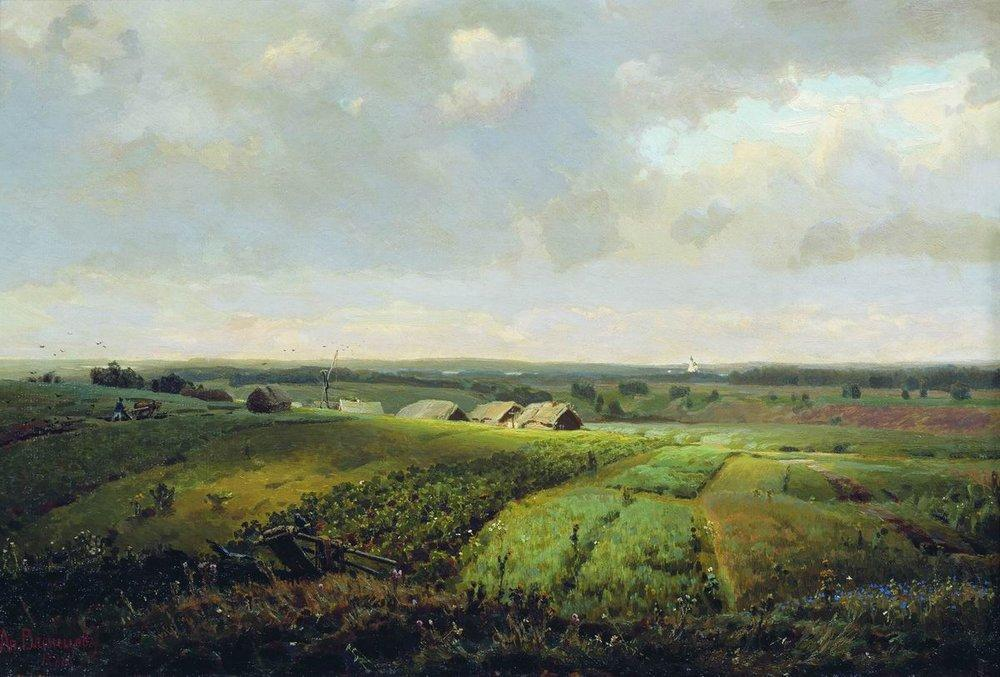
Батькiвщина

- Батьківщина (1886)
- Сутінки (1889)

### Урал та Кавказ. Мандрівка до Європи
У 1890 році здійснив подорож по Півночі Російської імперії. Красиві пам'ятки Сибіру і Уралу були відбиті у великій кількості полотен:

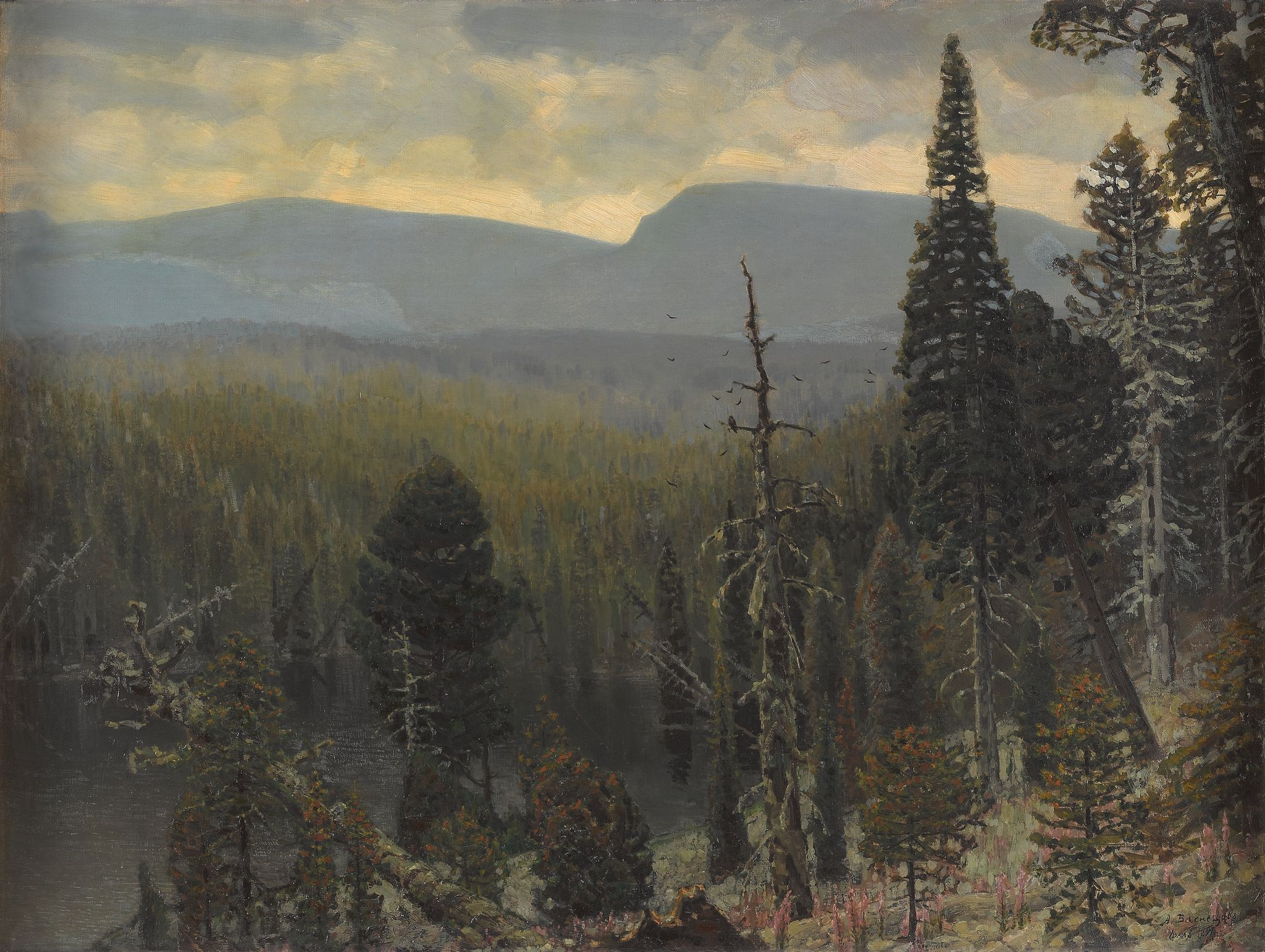
Тайга на Уралі

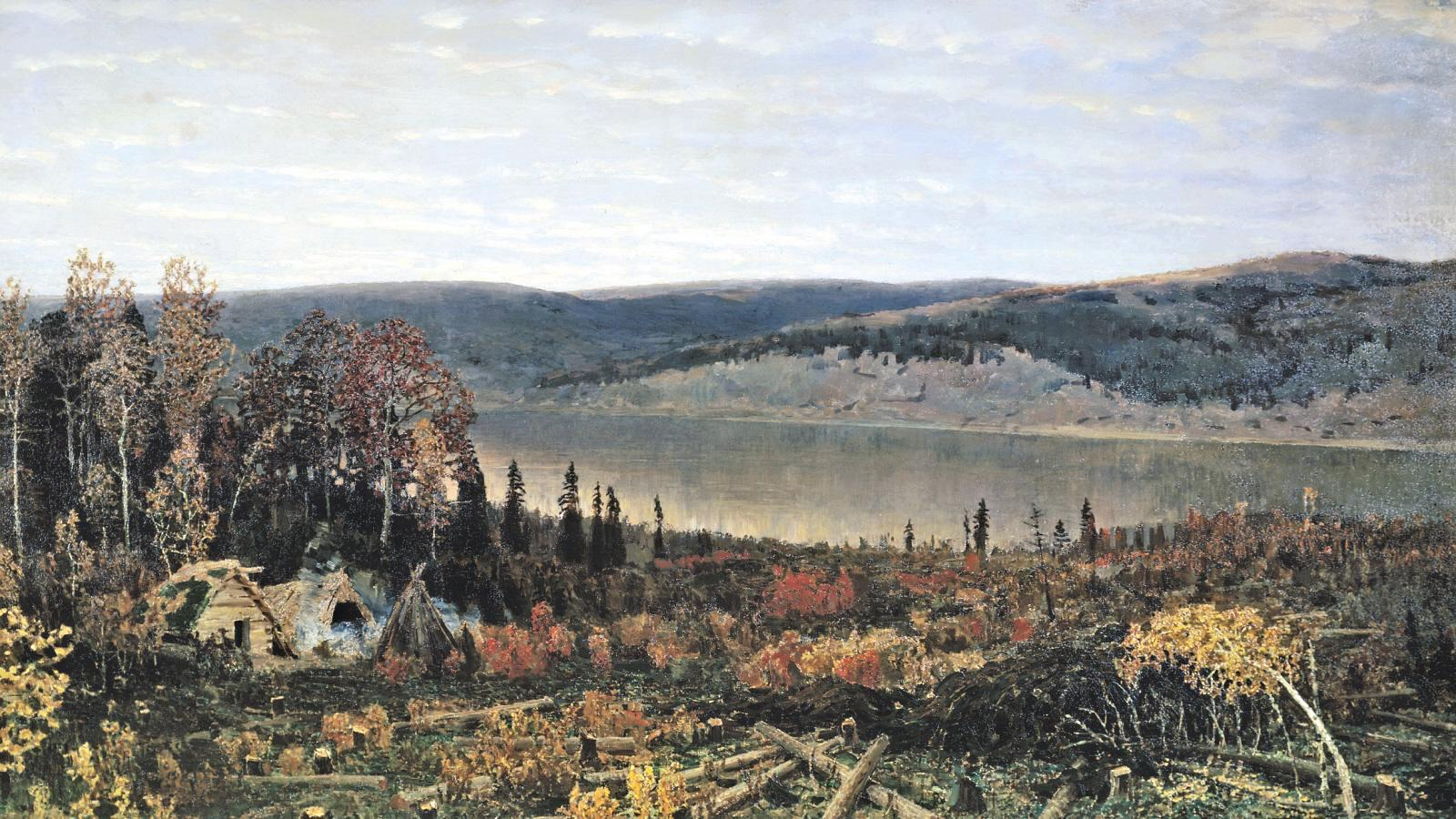
'Кама'

- Ліс на горі Благодать, Середній Урал (1890)
- Тайга на Уралі (1890)
- Гірське озеро. Урал (1892)
- Степи Оренбурга (1895)
- Кама (1895)

У 1895 році відвідав Кавказ, де був глибоко вражений красою гір. Здійснив сходження на льодовик Ельбрусу, відвідав Тифліс, жив у Дарьяльскій ущелині й створив велику кількість ескізів:
- Вид на Ельбрус з Борнемуту (1895)
- Червоні Скелі в Кисловодську (1896)
- Ельбрус до сходу сонця (1897)
- Дар'ял (1897)

У 1890 році здійснив подорож по Європі, відвідавши Францію та Італію, де вивчав твори відомих майстрів.

### Стара Москва
Перші роботи, присвячені середньовічній Москві у творчості художника з'являються в 1831 році, коли він був залучений до ілюстрації «Пісні про купця Калашникова» для ювілейного видання творів М. Ю. Лермонтова. Свій розвиток тема отримала в 1897 — тоді С. І. Мамонтов доручив Аполлінарієві Михайловичу створити ескізи декорацій до опери М.П Мусоргського «Хованщина». За ескізами Васнецова К. О. Коровіним та С. В. Малютіним були написані декорації.
1901 рік став видатним для художника. За заслуги в галузі історичної композиції він був обраний членом-кореспондентом Московського археологічного товариства. Того ж року Васнецова запросили на посаду керівника пейзажної майстерні в Московське училище живопису. Більшу частину свого вільного часу митець віддавав створенню історичної панорами Москви.
У 1911 році, як визнаний знавець архітектури та життя столиці XVII сторіччя, Аполлінарій Михайлович отримав замовлення від відомого московського антрепренера С. І. Зиміна оформити для його театру оперу П. І. Чайковського «Опричник».

## Галерея

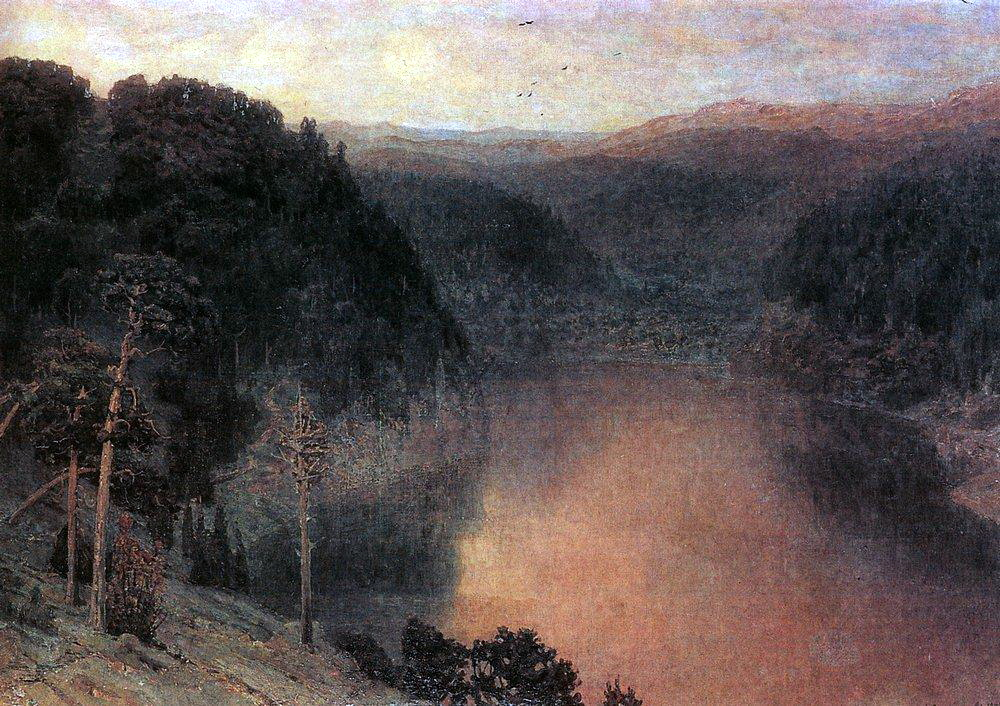
Гірське озеро, 1892
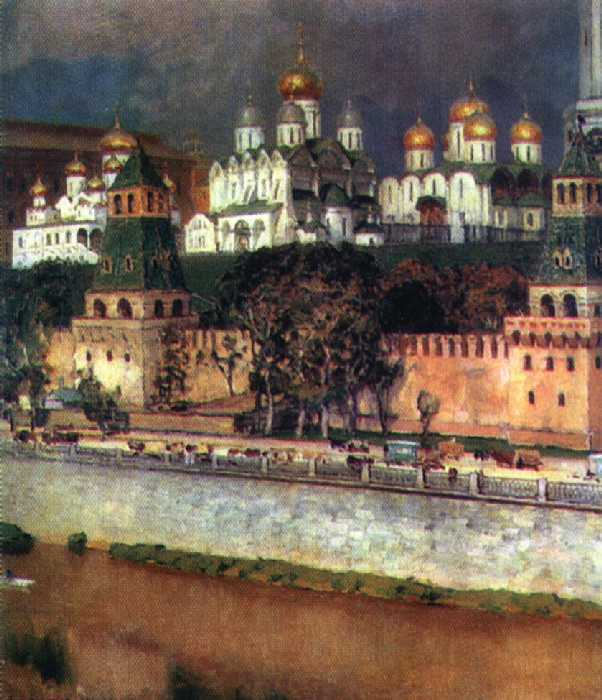
Московський Кремль, 1892
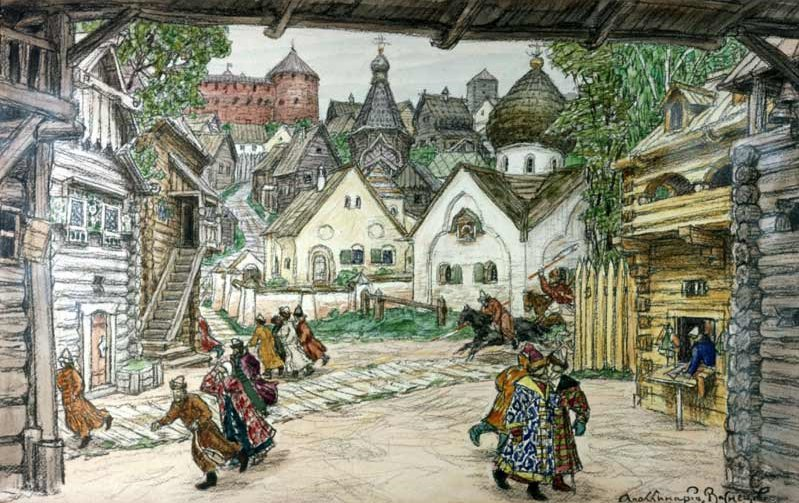
Вулиця в місті: опера Опричник Петра Чайковського, 1911
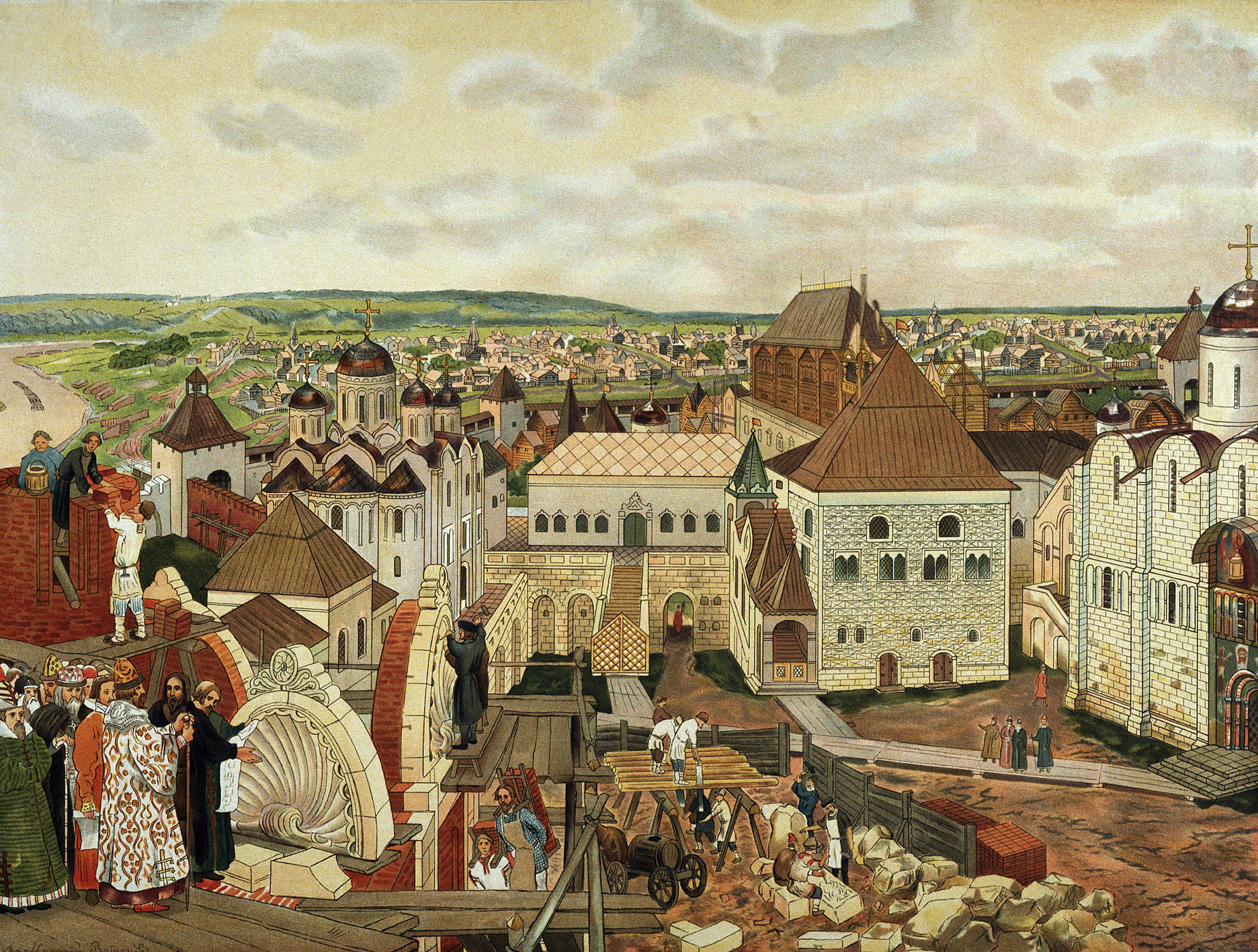
У Московському Кремлі
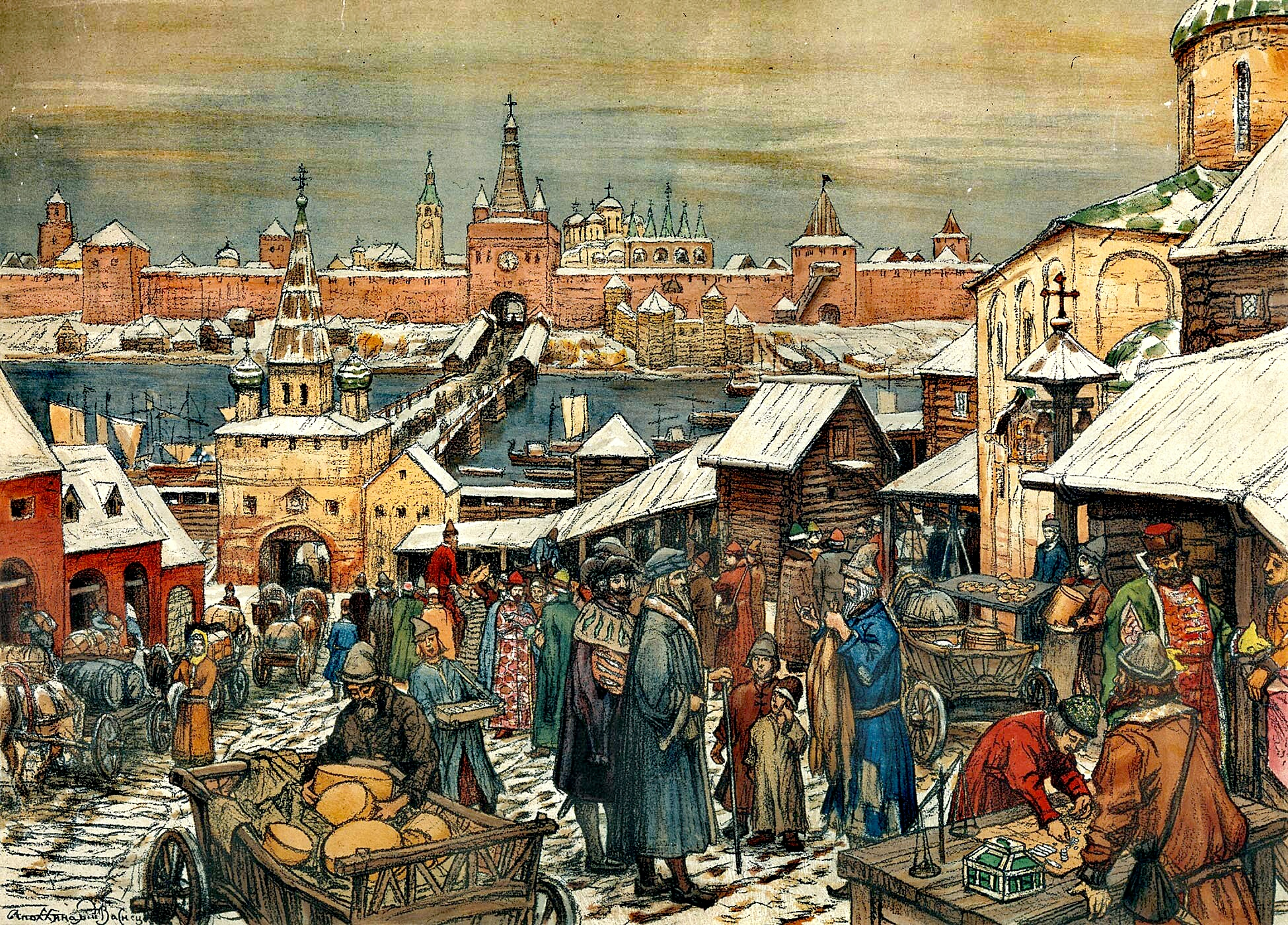
Новгородський майданчик
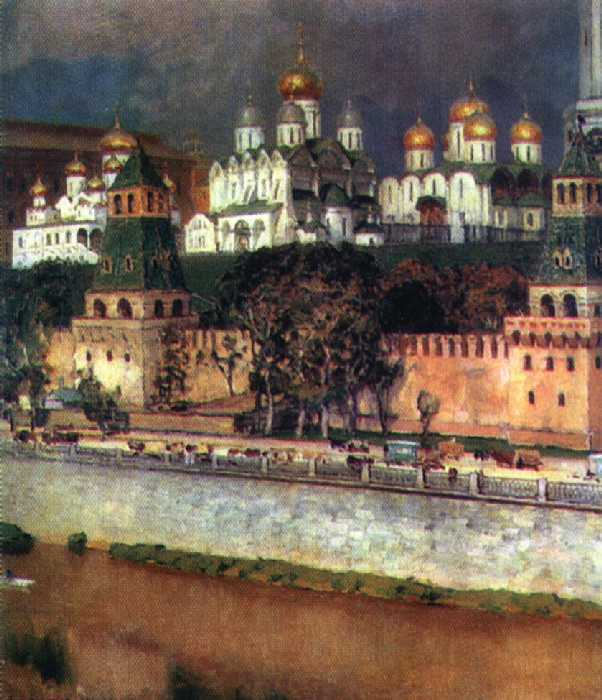
«Кремль», 1892
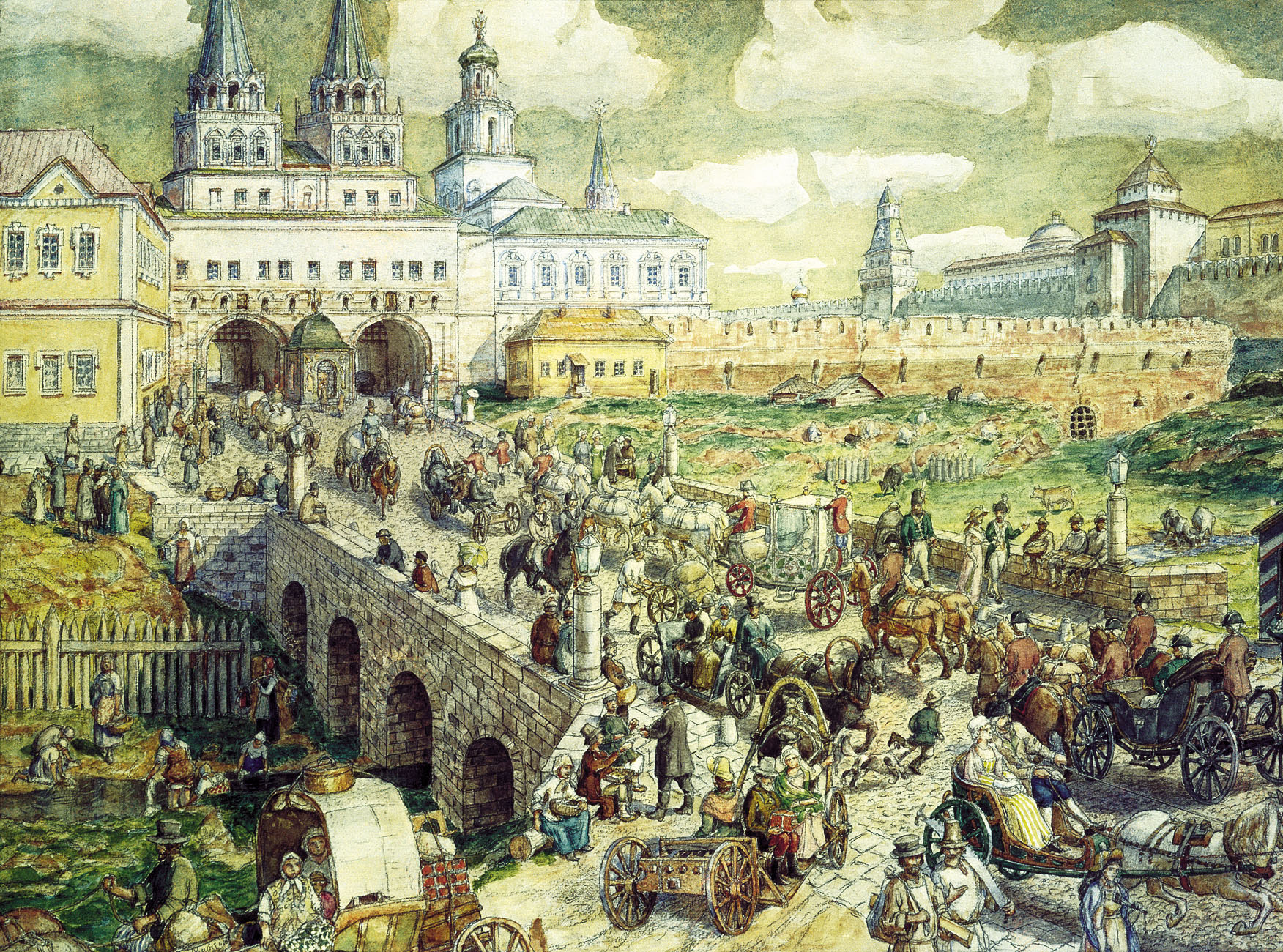
«Вуличний рух на Воскресенському мосту в XVIII столітті», 1926
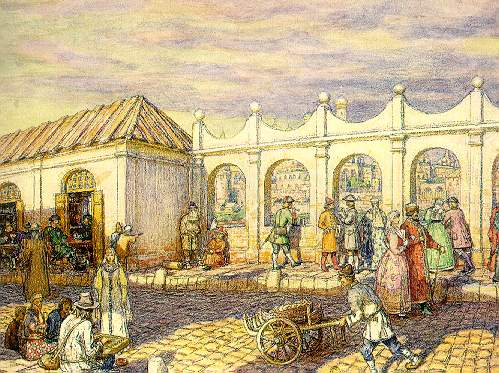
«Кам'яний міст (Калинчин міст) в петровські часи», 1902
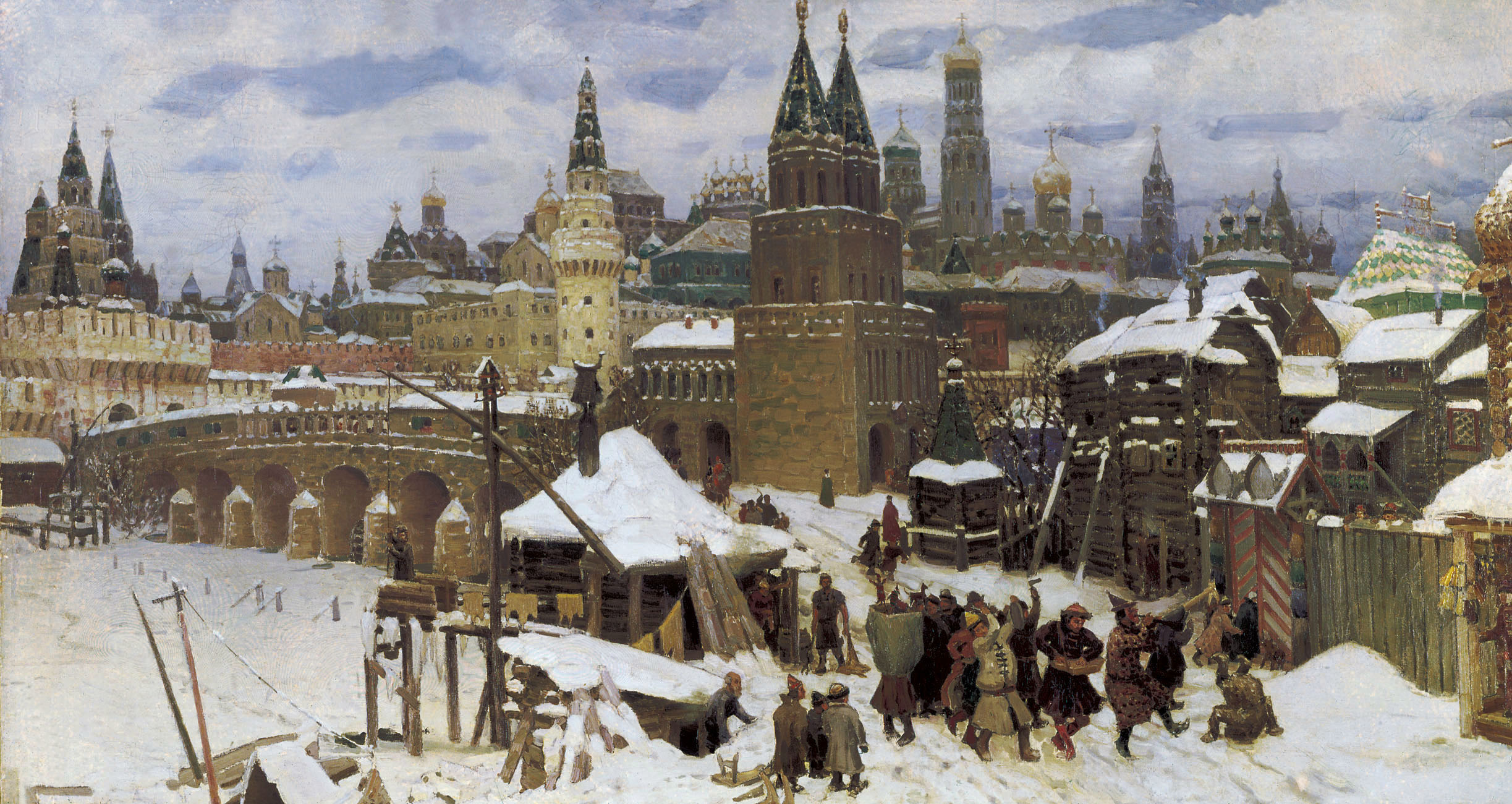
«Всехсвятский кам'яний міст. Москва кінця XVII століття», 1901
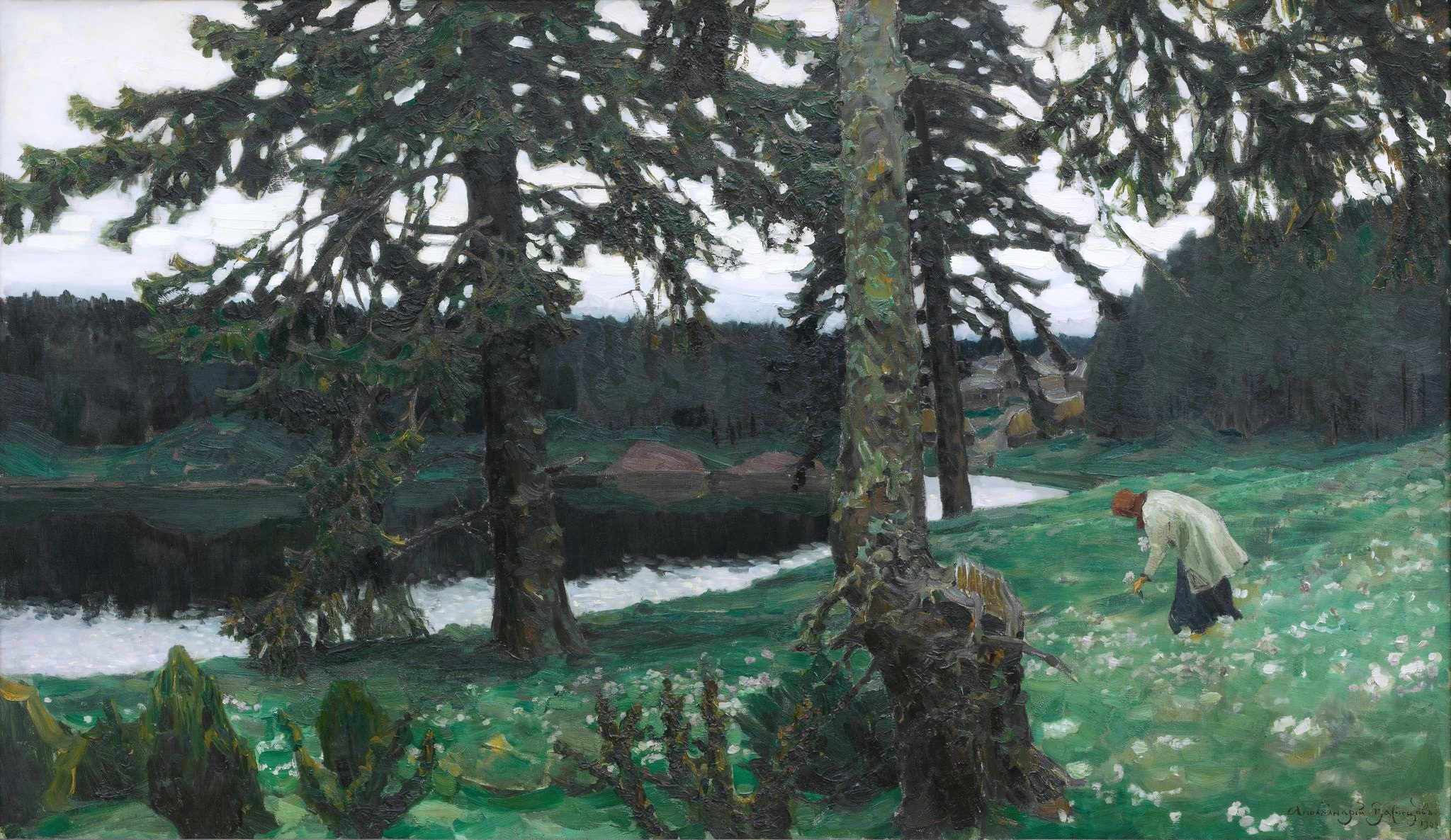
«Озеро», 1902
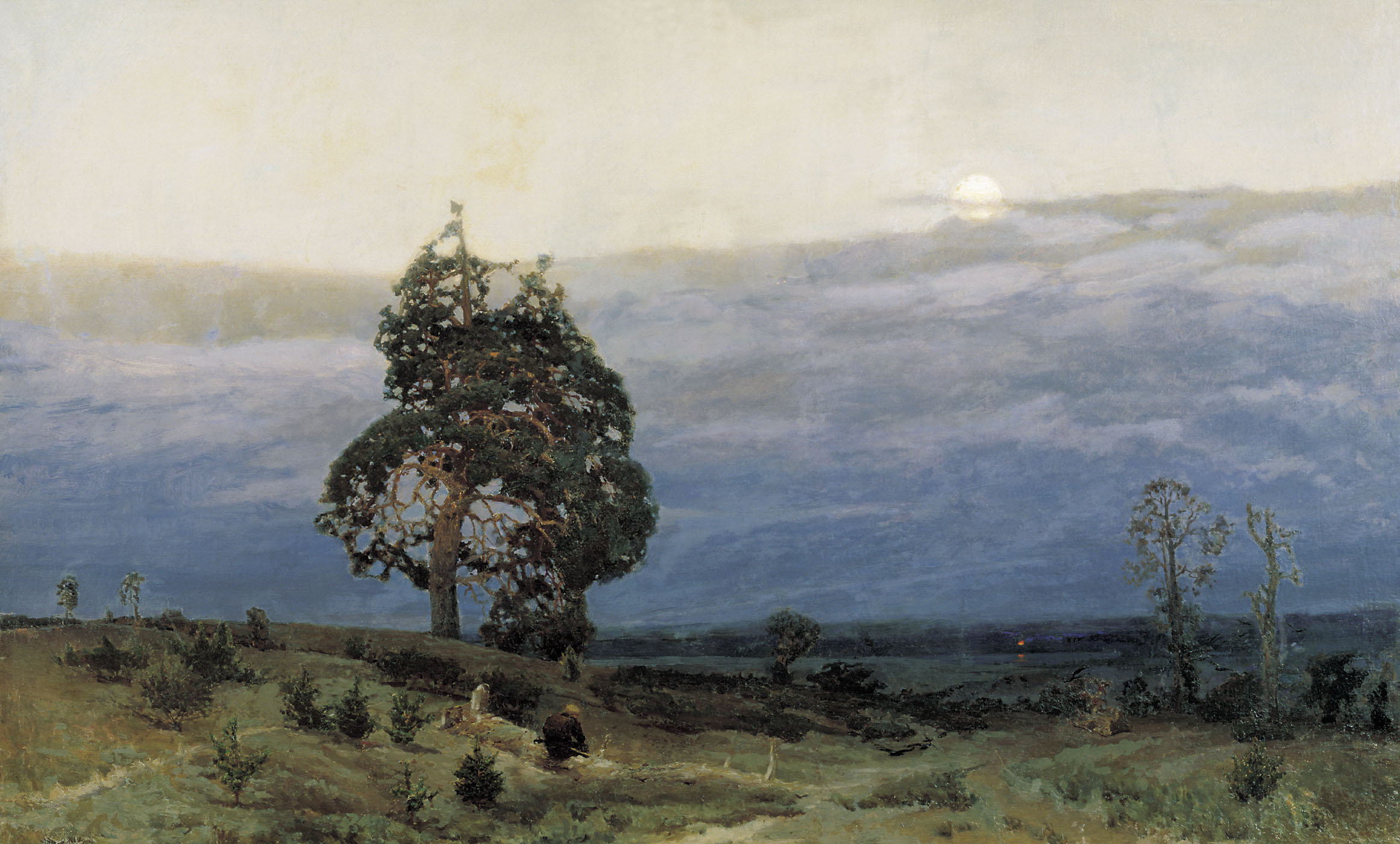
«Сутінки»
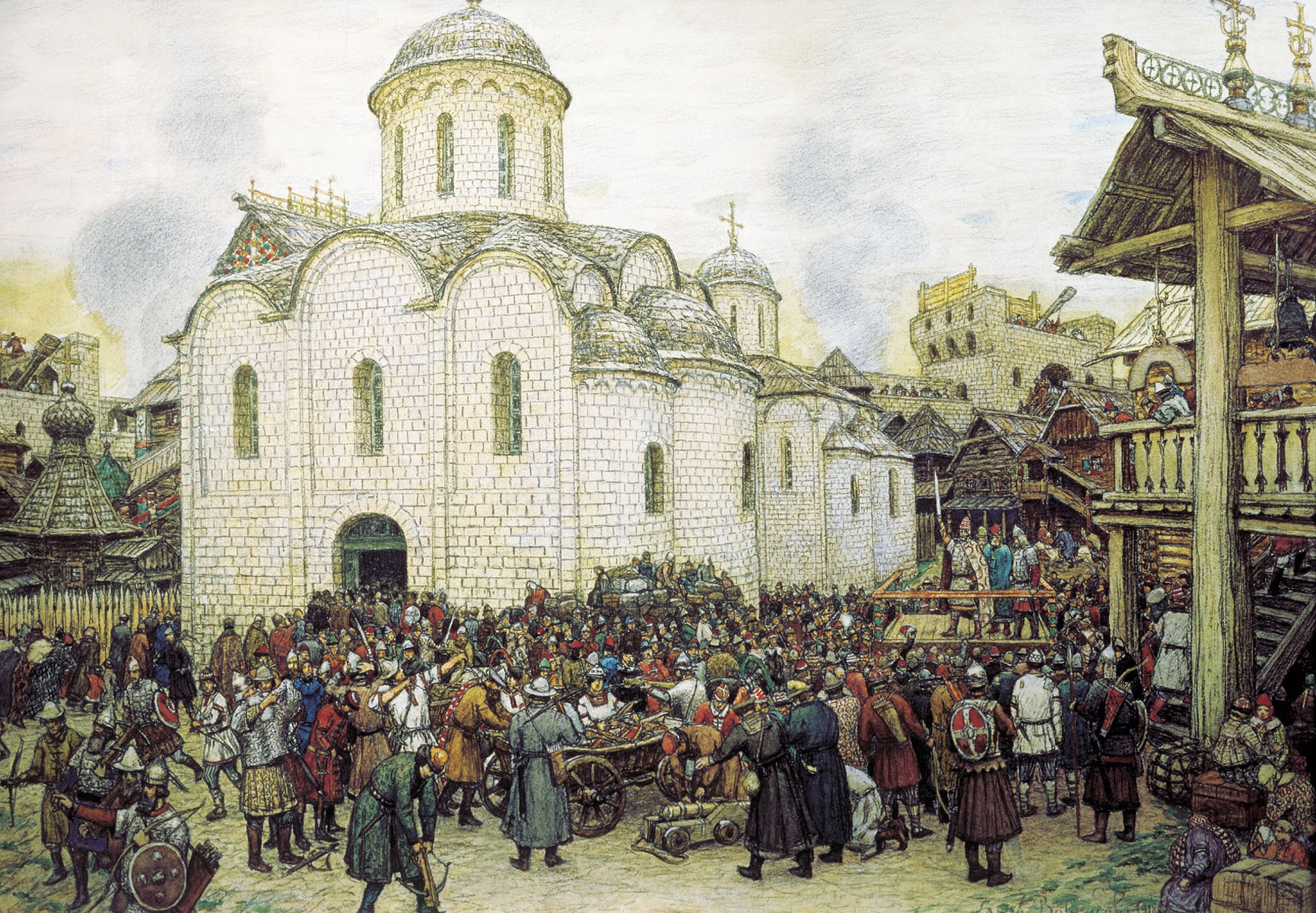
«Оборона Москви від хана Тохтамиша. XIV століття», 1918
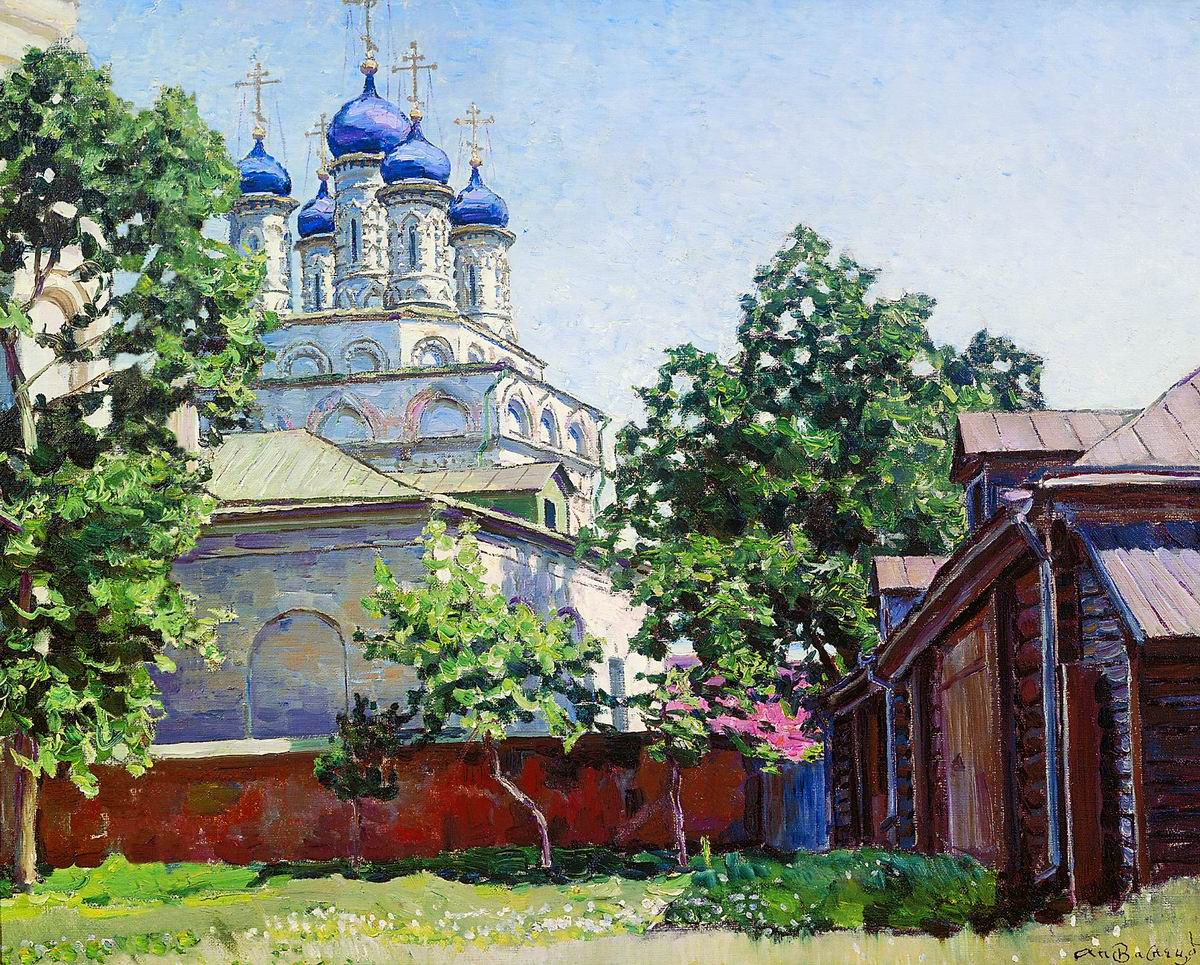
«Троїцька церква на Берсеневці», 1922
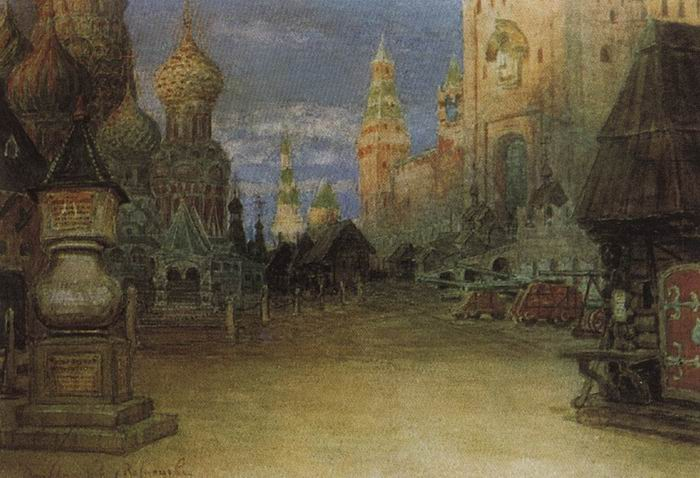
«Красна площа», 1897
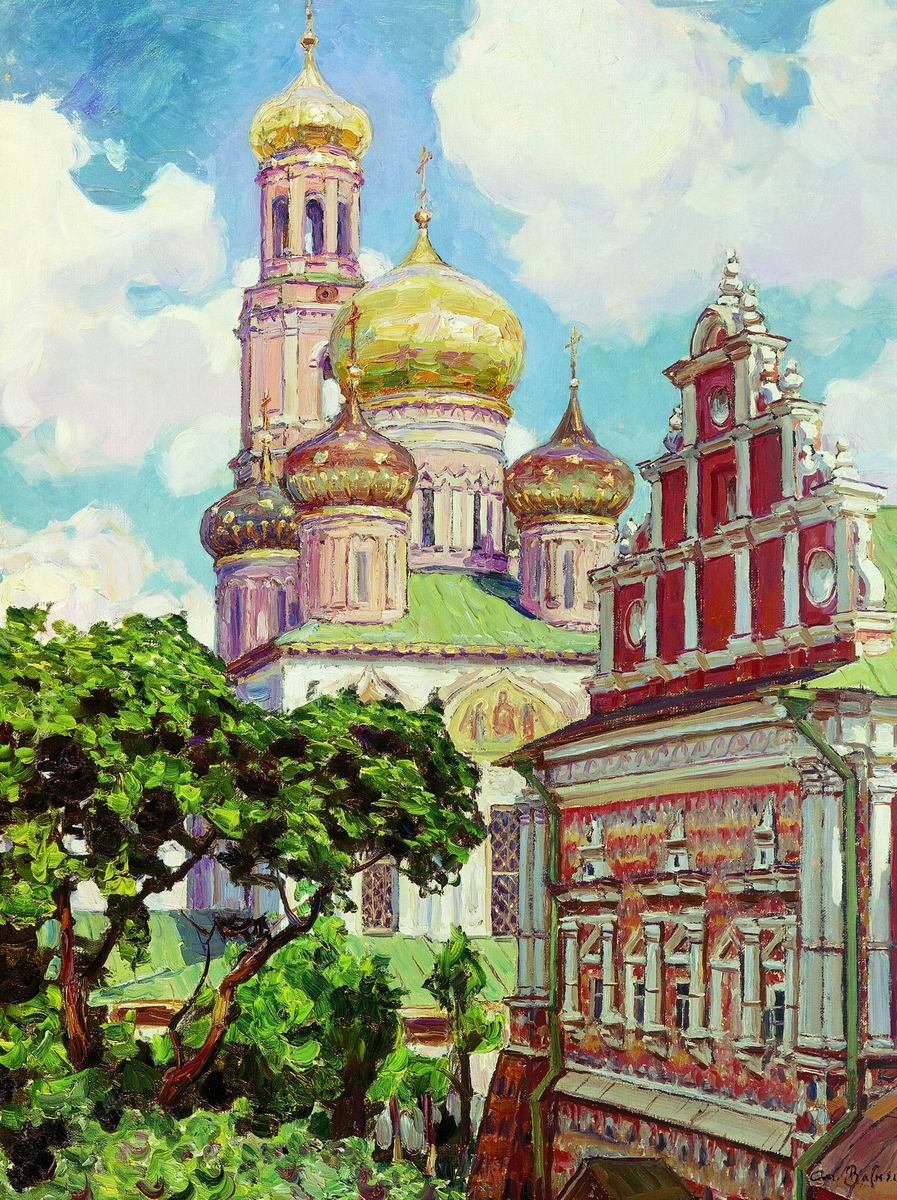
«Симонов монастир. Хмари і золоті куполи», 1927
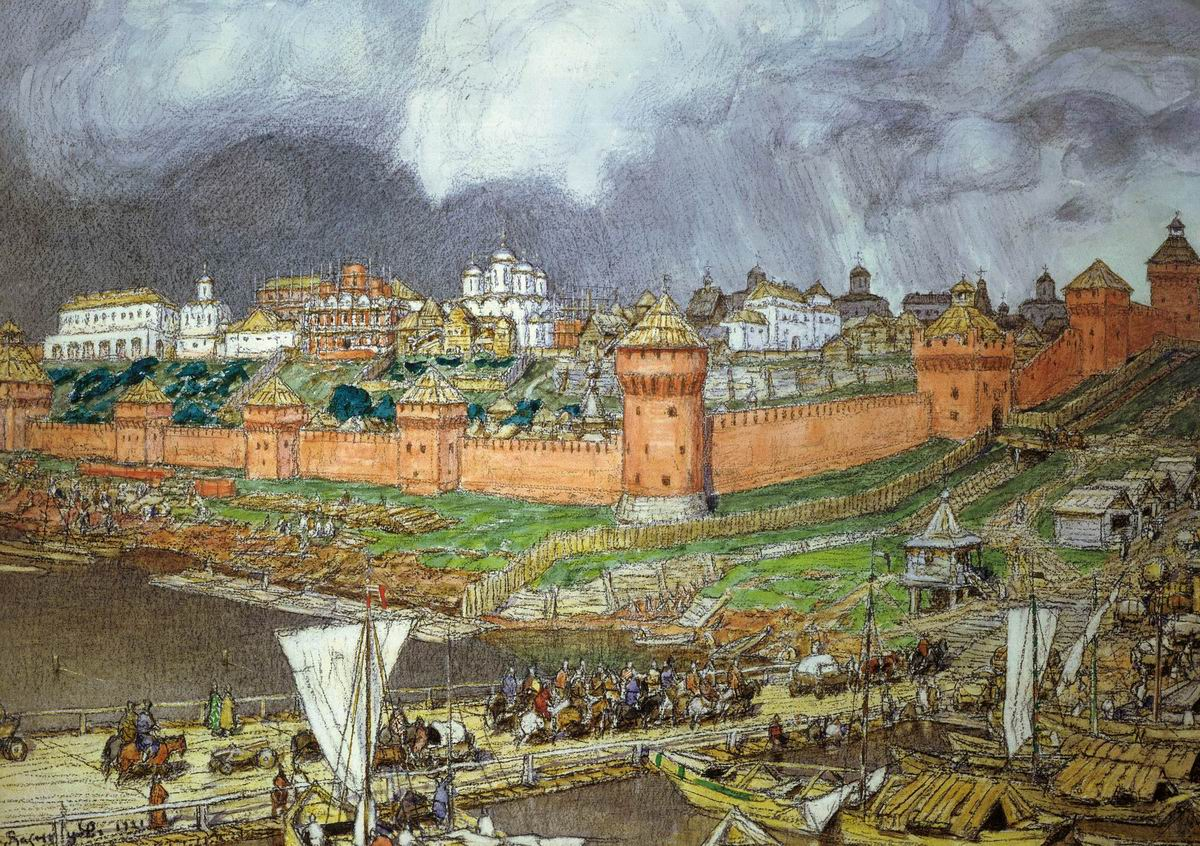
«Московський Кремль за Івана III», 1921
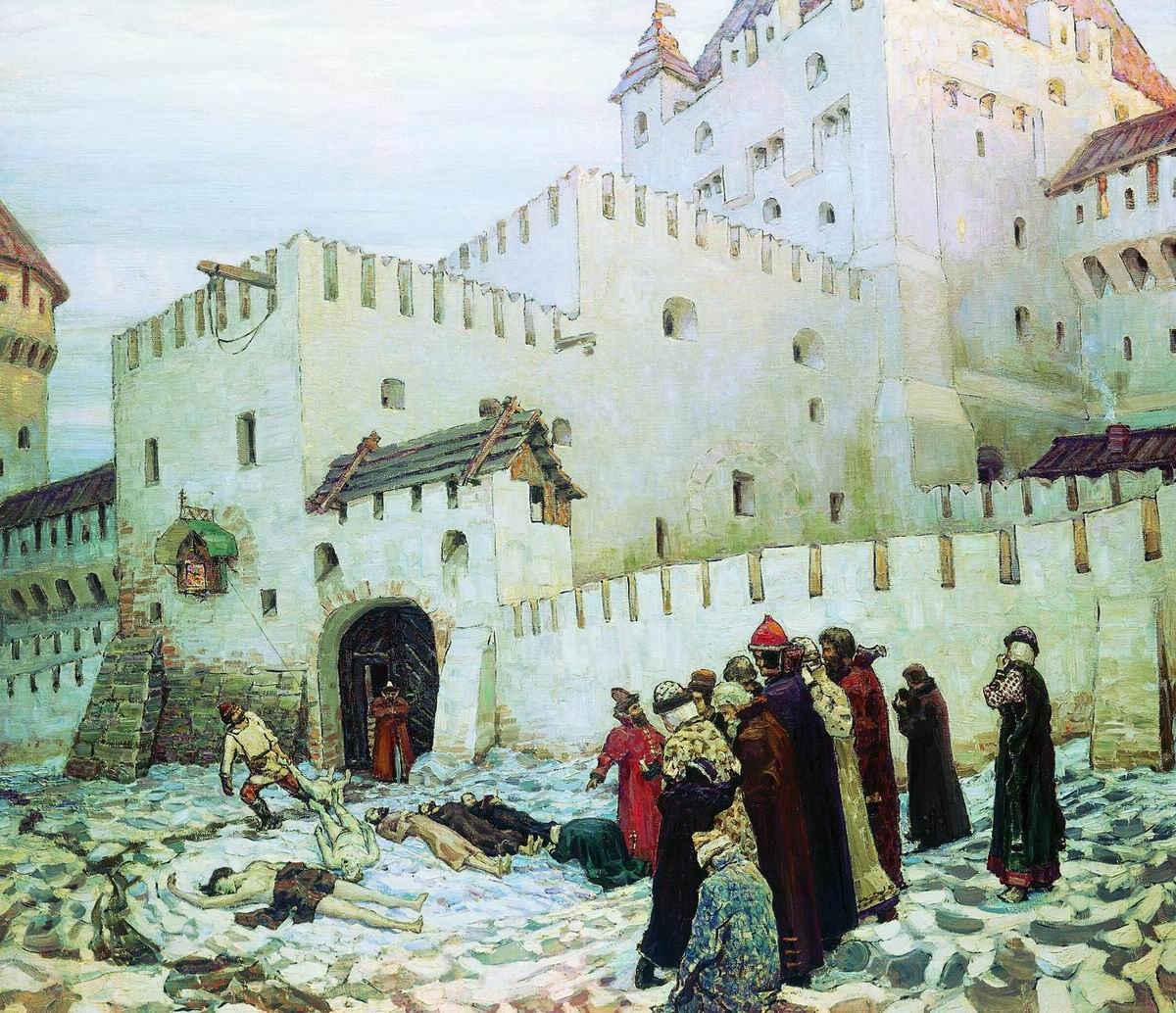
«Московська катівня. Кінець XVI століття (Костянтино-Єленинські ворота московської катівні на рубежі XVI і XVII століть)», 1912
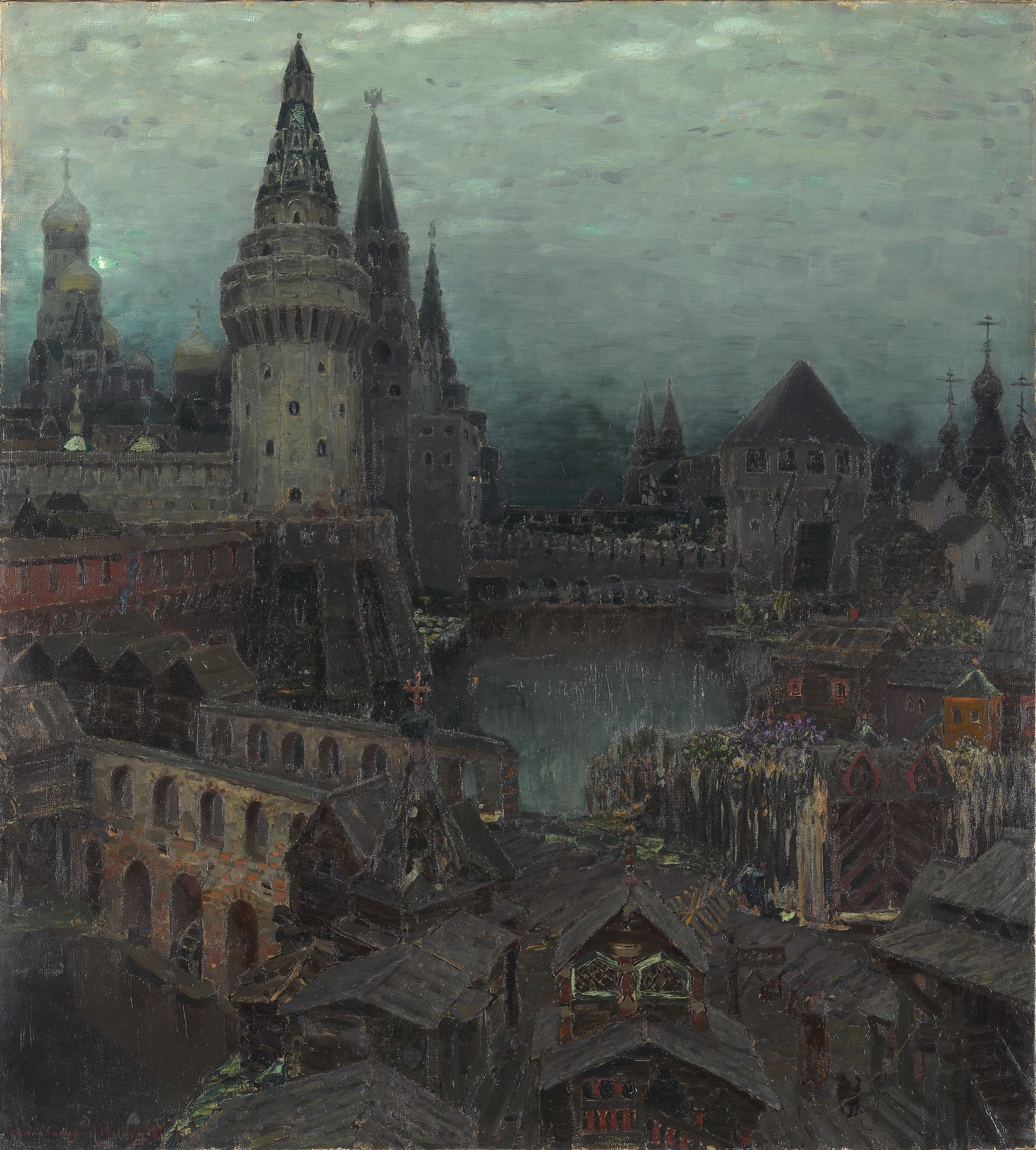
«На світанку у Воскресенського мосту. Кінець XVII століття», 1900
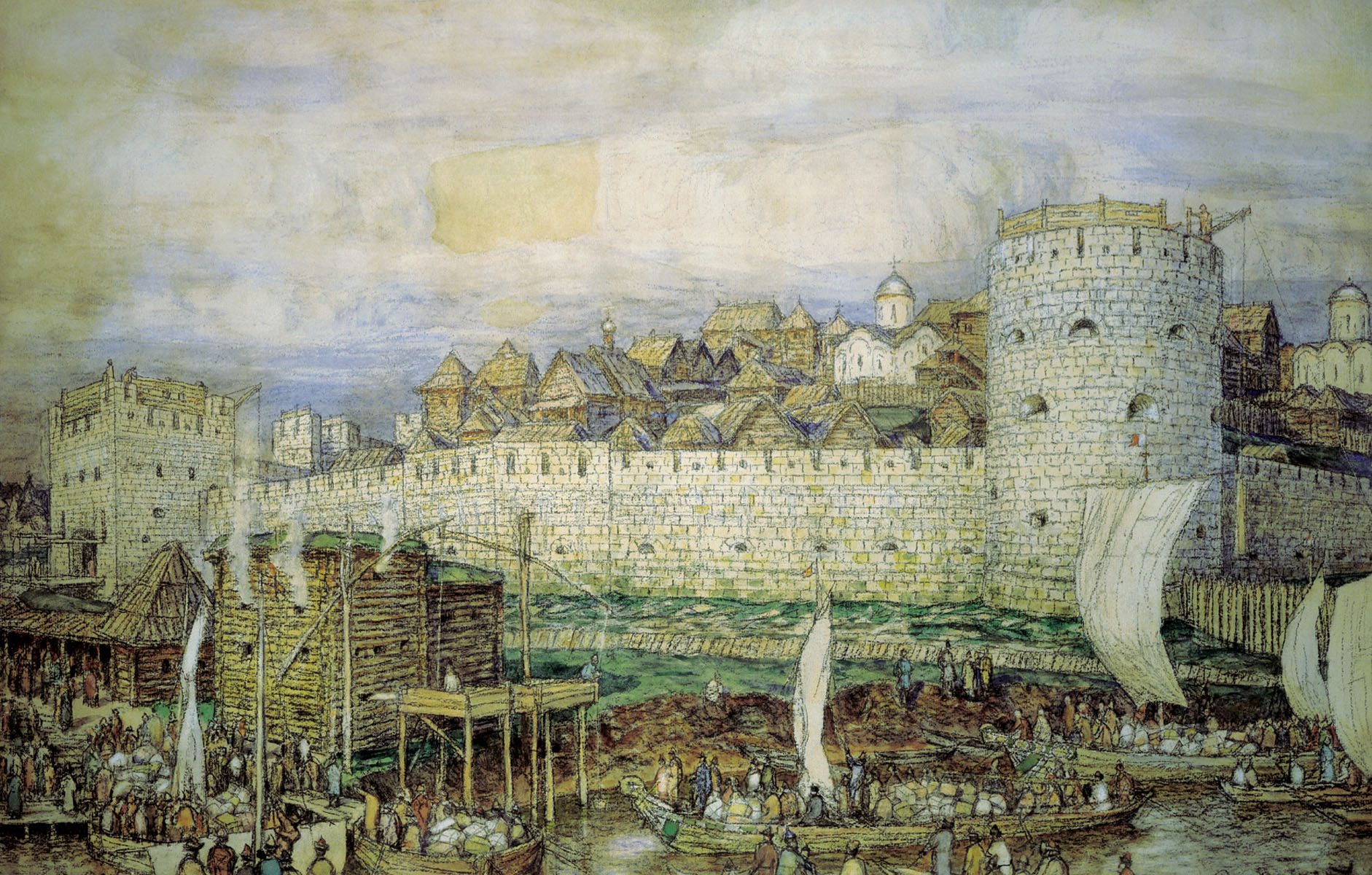
«Московський Кремль при Дмитрі Донському»
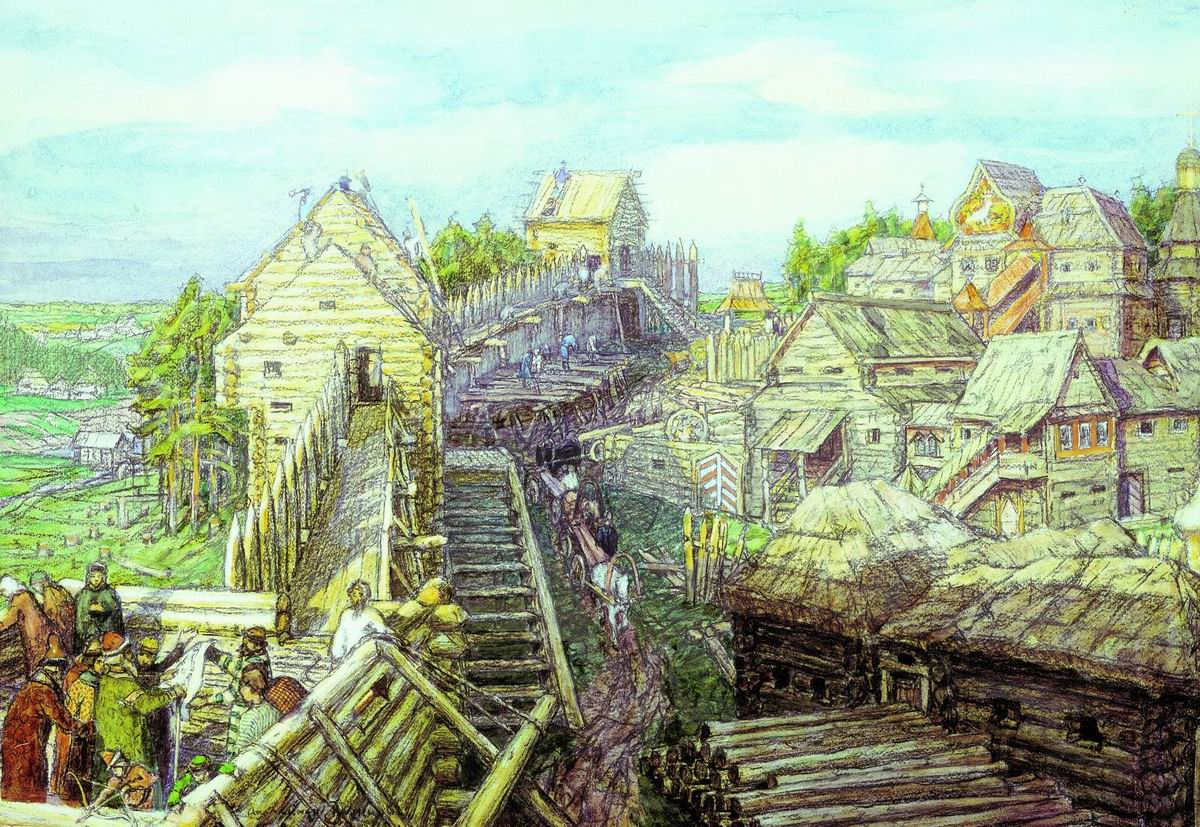
«Будівництво дерев'яних стін Кремля. XII століття», 1903
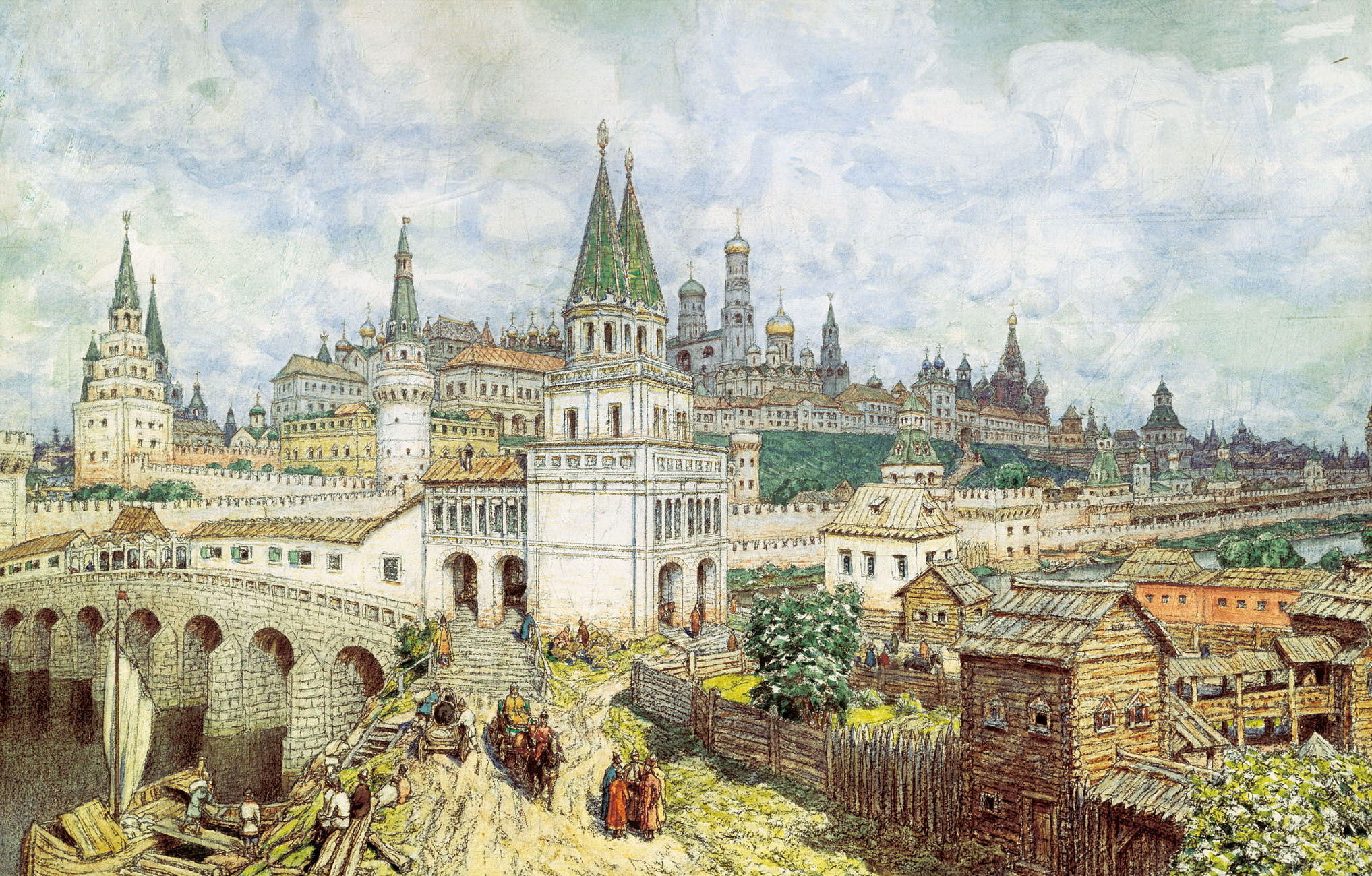
«Розквіт Кремля. Всехсвятский міст і Кремль в кінці XVII століття а »(1922)
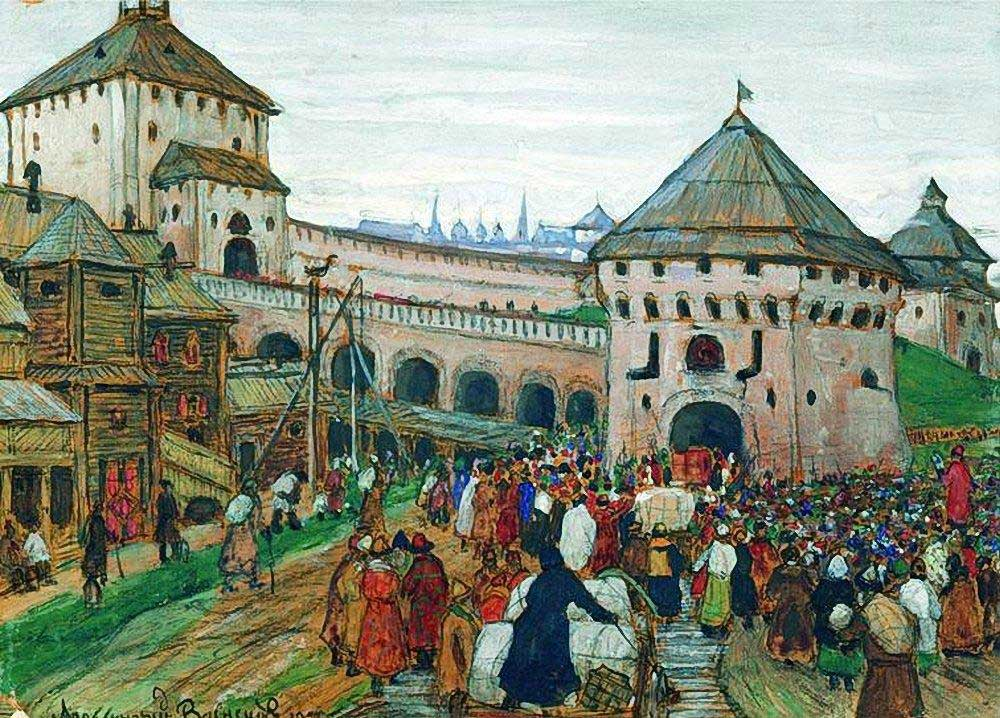
«Стара Москва», 1896
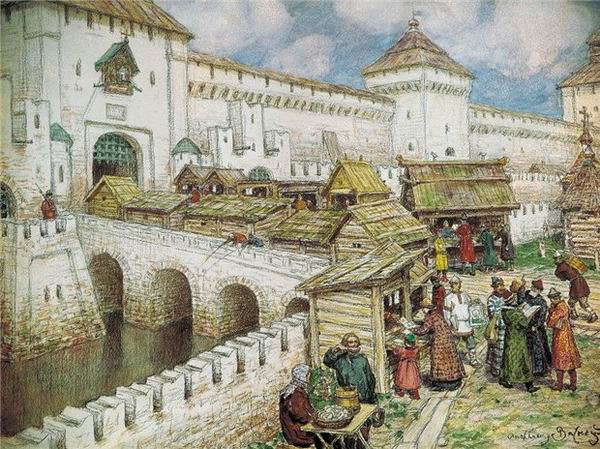
Книжкові крамниці на Спаському мосту в XVII столітті
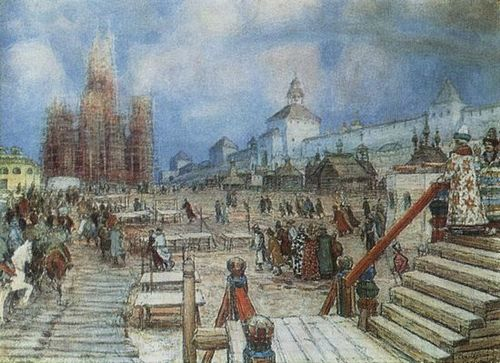
Красна площа при Івані Грозному
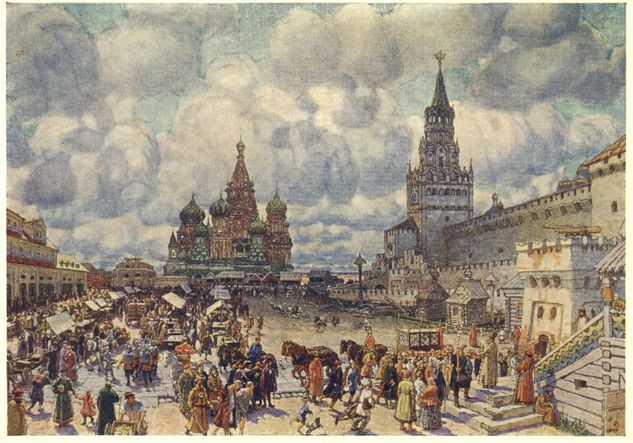
Красна площа в другій половині XVII століття